# Spur eines Mädchens
Spur eines Mädchens ist ein 1967 entstandenes Spielfilmdrama von Gustav Ehmck mit Thekla Carola Wied in ihrem Leinwanddebüt als schizophreniekranke Studentin.

## Handlung
Die junge Studentin Hanna, oberflächlich betrachtet eine typische Vertreterin ihrer Generation, leidet unter einer Spezialform der Schizophrenie, der Hebephrenie. In ihrer zwischen Verrücktheit und Wahrheitssuche hin und her schwingenden, eigenen Wahrnehmungswelt sucht sie verzweifelt nach dem persönlichen Glück, aber auch nach Poesie und ihrer Vorstellung von Freiheit. Hannas Erscheinung einer positiv gestimmten, ganz „normalen“ Frau von heute wird mehr und mehr überlagert von merkwürdigen Reaktionen ihrerseits, die in seltsamem Kontrast zu ihrem von Harmonie bestimmten Wesen stehen. Diese Diskrepanz nimmt bald dramatische Züge an, die schließlich in schrillen Misstönen münden. Mehr und mehr wird Hannas Persönlichkeitsverfall für ihre Umgebung unübersehbar.

## Produktionsnotizen
Spur eines Mädchens war das Langfilmdebüt Gustav Ehmcks und wurde am 27. Oktober 1967 uraufgeführt. Am 24. Februar 1970 wurde der Film im ZDF erstmals im Fernsehen gezeigt.

## Auszeichnungen
- Ehmck erhielt 1968 den Bundesfilmpreis für die beste Nachwuchsregie.
- Thekla Carola Wied erhielt das Filmband in Gold in der Rubrik „Beste darstellerische Leistung – weibliche Hauptrolle“.

## Kritik
Für das Lexikon des Internationalen Films war Spur eines Mädchens ein „Erstlingsfilm, der den Krankheitsbericht mit einer Kritik am Zeit- und Lebensgefühl Ende der 60er Jahre verbindet und der den Einzelfall als Konflikt der gesamten Gesellschaft darzustellen versucht.“